# Régiments de cavalerie français d'Ancien Régime (Q)
Cet article présente la liste des régiments de cavalerie français d'Ancien Régime, commençant par la lettre Q.

## Régiment de cavalerie de Quercy
- Régiment de cavalerie de Quercy, anciennement 5e régiment de chevau-légers

## Régiment de Quérrieu cavalerie
- Régiment de Quérrieu cavalerie

Le régiment est levé, le 26 août 1646, par François Gaudechard, marquis de Quérrieu, sur le pied de 4 compagnies. Engagé dans la guerre franco-espagnole, il combat en Italie, en Catalogne et de nouveau en Italie en 1647. Il est licencié, le 27 mars 1648, en Catalogne, à l'exception de la compagnie mestre de camp qui est donnée à Michel Mazarin cardinal de Sainte-Cécile, frère de Mazarin pour former le régiment Cardinal de Sainte-Cécile cavalerie.

## Régiment de Quincé cavalerie
- Régiment de Quincé cavalerie

Le régiment est levé, le 10 février 1649, par Joachim comte de Quincé dans le cadre de la guerre franco-espagnole. Il sert en Flandre, participe au siège de Condé en 1649 et est licencié à la fin de 1650.

## Carabins de Quincy
- Carabins de Quincy

C'est l'ancien Carabins de Vaubrun qui prend le nom de « Carabins de Quincy » après avoir été donné en janvier 1660, à Louis comte de Quincy. Réduit à deux compagnies 18 avril 1661, ces 2 compagnies sont réunies aux 20 compagnies du Régiment du Roi dragons, et forment, le 26 janvier 1668, 2 régiments de dragons de 6 escadrons chacun, qui ont vécu jusqu'à la Révolution sous les titres de régiment Colonel général des dragons et régiment Royal dragons.

## Régiment de Quinson cavalerie
- Régiment de Quinson cavalerie

C'est l'ancien régiment de Foucauld cavalerie qui est rétabli le 9 août 1671, avec la compagnie de Foucauld, par Jean-Raymond de Villardis, comte de Quinson dont il était capitaine-lieutenant, il prend alors le nom de régiment de Quinson cavalerie. Durant la guerre de Hollande, le régiment se trouve en Hollande en 1672 en Alsace en 1674 et il participe aux combats de Sinsheim, d'Ensheim et de Mulhausen aux combats de Turckheim et d'Altenheim, aux prises d'Haguenau et de Saverne en 1675, à la bataille de Kokersberg en 1676, aux combats de Rheinfelden, de Seckingen, de Kelh et de Lichtemberg en 1678. Lors de la guerre des Réunions, il se trouve au siège de Luxembourg en 1684. Il se trouve au camp de la Saône en 1686 et 1688 puis, dans le cadre de la guerre de la Ligue d'Augsbourg, il passe en Flandre en 1689, et participe à la batailles de Walcourt. Il prend le nom de régiment de Châlons cavalerie après avoir été donné le 10 mars 1690 au marquis de Châlons.